# Yoon Hyun-Ji
Yoon Hyun-Ji (en coreano: 윤현지; 14 de febrero de 1994) es una deportista surcoreana que compite en judo.
Participó en dos Juegos Olímpicos de Verano, en los años 2020 y 2024, obteniendo una medalla de bronce en París 2024 en la prueba de equipo mixto. Ganó una medalla en los Juegos Asiáticos de 2022 y cuatro medallas en el Campeonato Asiático de Judo entre los años 2015 y 2024.

## Palmarés internacional
| Juegos Olímpicos    | Juegos Olímpicos    | Juegos Olímpicos  | Juegos Olímpicos |
| Año                 | Lugar               | Medalla           | Categoría        |
| ------------------- | ------------------- | ----------------- | ---------------- |
| 2024                | París (Francia)     | Medalla de bronce | Equipo mixto     |
| Juegos Asiáticos    |                     |                   |                  |
| Año                 | Lugar               | Medalla           | Categoría        |
| 2022                | Hangzhou (China)    | Medalla de bronce | –78 kg           |
| Campeonato Asiático |                     |                   |                  |
| Año                 | Lugar               | Medalla           | Categoría        |
| 2015                | Kuwait (Kuwait)     | Medalla de bronce | –78 kg           |
| 2019                | Fujairah (EAU)      | Medalla de bronce | –78 kg           |
| 2021                | Biskek (Kirguistán) | Medalla de oro    | –78 kg           |
| 2024                | Hong Kong (China)   | Medalla de plata  | –78 kg           |